# 카메룬 축구 국가대표팀
카메룬 축구 국가대표팀(프랑스어: Équipe du Cameroun de football)은 카메룬을 대표하는 축구 국가대표팀으로 카메룬 축구 협회에서 관리·운영한다. '불굴의 사자'라는 별칭으로 알려져 있는 아프리카의 축구 강호 중 하나로 1956년 9월 콩고 민주 공화국을 상대로 국제 A매치 첫 경기를 치렀으며 현재 올렘베 스타디움을 홈 구장으로 사용하고 있다.

## 국제 대회 경력

### FIFA 월드컵
1982년 FIFA 월드컵 본선에 첫 발을 디딘 이후 총 8번의 월드컵 본선 무대를 밟았고 이 가운데 로제 밀라가 맹활약하던 1990년 대회에서 아프리카 국가로는 사상 처음으로 월드컵 8강에 오르는 돌풍을 일으켰고 특히 디펜딩 챔피언 아르헨티나를 개막전에서 1-0으로 꺾는 파란을 일으키며 전 세계 축구팬들을 충격에 빠트렸으나 이후 7번의 대회에서는 조별리그 탈락의 고배를 마셨으며 이 중 2010년과 2014년 대회에서 3전 전패의 처참한 성적을 남겼다.

### 아프리카 네이션스컵
아프리카 네이션스컵 본선에는 무려 19번 출전하여 이 중 무려 5번의 대회(1984년, 1988년, 2000년, 2002년, 2017년)에서 우승컵을 들어올렸고 2번의 대회(1986년, 2008년)에서 준우승을 차지하는 등 14번의 대회에서 토너먼트 진출에 성공했으며 아프리카 네이션스컵 5회 우승으로 7회 우승팀인 이집트에 이어 2번째 가장 많은 우승 타이틀을 보유하고 있다.

### 아프리카 네이션스 챔피언십
자국 리그에서 활동하는 선수들만 참가할 수 있는 아프리카 네이션스 챔피언십 본선에는 4번 출전하여 이 중 2011년과 2016년 대회에서 8강에 진출했다.

### FIFA 컨페더레이션스컵
컨페드컵에는 3번 출전하여 이 중 2002년 아프리카 네이션스컵 우승팀 자격으로 출전한 2003년 대회에서 준우승을 차지하는 성과를 거두었다. 그러나 콜롬비아와의 준결승전 경기 도중 팀의 미드필더인 마르크비비앙 푀가 심장마비로 사망하는 사고가 발생했고 이는 컨페드컵 개최 주기가 월드컵 개최전후 2년에서 월드컵 개최전 4년으로 조정되는 결정적인 계기가 되었다.

### 하계 올림픽
올림픽 축구 본선에는 3번 출전하여 이 중 U-23 대표팀으로 출전한 2000년 대회에서 금메달을 목에 걸었고 2008년 대회에서는 8강에 이름을 올렸다.

## 국제대회 기록

### FIFA 월드컵
| FIFA 월드컵 본선 기록 | FIFA 월드컵 본선 기록        | FIFA 월드컵 본선 기록        | FIFA 월드컵 본선 기록        | FIFA 월드컵 본선 기록        | FIFA 월드컵 본선 기록        | FIFA 월드컵 본선 기록        | FIFA 월드컵 본선 기록        | FIFA 월드컵 본선 기록        | FIFA 월드컵 본선 기록        | FIFA 월드컵 예선 기록                       | FIFA 월드컵 예선 기록                       | FIFA 월드컵 예선 기록                       | FIFA 월드컵 예선 기록                       | FIFA 월드컵 예선 기록                       | FIFA 월드컵 예선 기록                       | FIFA 월드컵 예선 기록                       |
| 년도                  | 결과                         | 순위                         | 경기                         | 승                           | 무*                          | 패                           | 득점                         | 실점                         | 승점                         | 경기                                        | 승                                          | 무*                                         | 패                                          | 득점                                        | 실점                                        | 승점                                        |
| --------------------- | ---------------------------- | ---------------------------- | ---------------------------- | ---------------------------- | ---------------------------- | ---------------------------- | ---------------------------- | ---------------------------- | ---------------------------- | ------------------------------------------- | ------------------------------------------- | ------------------------------------------- | ------------------------------------------- | ------------------------------------------- | ------------------------------------------- | ------------------------------------------- |
| 1930년                | 독립 이전                    | 독립 이전                    | 독립 이전                    | 독립 이전                    | 독립 이전                    | 독립 이전                    | 독립 이전                    | 독립 이전                    | 독립 이전                    | 독립 이전                                   | 독립 이전                                   | 독립 이전                                   | 독립 이전                                   | 독립 이전                                   | 독립 이전                                   | 독립 이전                                   |
| 1934년                | 독립 이전                    | 독립 이전                    | 독립 이전                    | 독립 이전                    | 독립 이전                    | 독립 이전                    | 독립 이전                    | 독립 이전                    | 독립 이전                    | 독립 이전                                   | 독립 이전                                   | 독립 이전                                   | 독립 이전                                   | 독립 이전                                   | 독립 이전                                   | 독립 이전                                   |
| 1938년                | 독립 이전                    | 독립 이전                    | 독립 이전                    | 독립 이전                    | 독립 이전                    | 독립 이전                    | 독립 이전                    | 독립 이전                    | 독립 이전                    | 독립 이전                                   | 독립 이전                                   | 독립 이전                                   | 독립 이전                                   | 독립 이전                                   | 독립 이전                                   | 독립 이전                                   |
| 1950년                | 독립 이전                    | 독립 이전                    | 독립 이전                    | 독립 이전                    | 독립 이전                    | 독립 이전                    | 독립 이전                    | 독립 이전                    | 독립 이전                    | 독립 이전                                   | 독립 이전                                   | 독립 이전                                   | 독립 이전                                   | 독립 이전                                   | 독립 이전                                   | 독립 이전                                   |
| 1954년                | 독립 이전                    | 독립 이전                    | 독립 이전                    | 독립 이전                    | 독립 이전                    | 독립 이전                    | 독립 이전                    | 독립 이전                    | 독립 이전                    | 독립 이전                                   | 독립 이전                                   | 독립 이전                                   | 독립 이전                                   | 독립 이전                                   | 독립 이전                                   | 독립 이전                                   |
| 1958년                | 독립 이전                    | 독립 이전                    | 독립 이전                    | 독립 이전                    | 독립 이전                    | 독립 이전                    | 독립 이전                    | 독립 이전                    | 독립 이전                    | 독립 이전                                   | 독립 이전                                   | 독립 이전                                   | 독립 이전                                   | 독립 이전                                   | 독립 이전                                   | 독립 이전                                   |
| 1962년                | 없음                         | 없음                         | 없음                         | 없음                         | 없음                         | 없음                         | 없음                         | 없음                         | 없음                         | 없음                                        | 없음                                        | 없음                                        | 없음                                        | 없음                                        | 없음                                        | 없음                                        |
| 1966년                | 기권                         | 기권                         | 기권                         | 기권                         | 기권                         | 기권                         | 기권                         | 기권                         | 기권                         | 기권                                        | 기권                                        | 기권                                        | 기권                                        | 기권                                        | 기권                                        | 기권                                        |
| 1970년                | 예선 탈락                    | 예선 탈락                    | 예선 탈락                    | 예선 탈락                    | 예선 탈락                    | 예선 탈락                    | 예선 탈락                    | 예선 탈락                    | 예선 탈락                    | 2                                           | 0                                           | 1                                           | 1                                           | 3                                           | 4                                           | 1                                           |
| 1974년                | 예선 탈락                    | 예선 탈락                    | 예선 탈락                    | 예선 탈락                    | 예선 탈락                    | 예선 탈락                    | 예선 탈락                    | 예선 탈락                    | 예선 탈락                    | 3                                           | 1                                           | 0                                           | 2                                           | 1                                           | 3                                           | 3                                           |
| 1978년                | 예선 탈락                    | 예선 탈락                    | 예선 탈락                    | 예선 탈락                    | 예선 탈락                    | 예선 탈락                    | 예선 탈락                    | 예선 탈락                    | 예선 탈락                    | 2                                           | 0                                           | 1                                           | 1                                           | 2                                           | 4                                           | 1                                           |
| 1982년                | 조별리그                     | 17위                         | 3                            | 0                            | 3                            | 0                            | 1                            | 1                            | 3                            | 8                                           | 5                                           | 1                                           | 2                                           | 16                                          | 5                                           | 16                                          |
| 1986년                | 예선 탈락                    | 예선 탈락                    | 예선 탈락                    | 예선 탈락                    | 예선 탈락                    | 예선 탈락                    | 예선 탈락                    | 예선 탈락                    | 예선 탈락                    | 2                                           | 0                                           | 1                                           | 1                                           | 2                                           | 5                                           | 1                                           |
| 1990년                | 8강                          | 7위                          | 5                            | 3                            | 0                            | 2                            | 7                            | 9                            | 9                            | 8                                           | 6                                           | 1                                           | 1                                           | 12                                          | 6                                           | 19                                          |
| 1994년                | 조별리그                     | 22위                         | 3                            | 0                            | 1                            | 2                            | 3                            | 11                           | 1                            | 8                                           | 5                                           | 2                                           | 1                                           | 14                                          | 4                                           | 17                                          |
| 1998년                | 조별리그                     | 25위                         | 3                            | 0                            | 2                            | 1                            | 2                            | 5                            | 2                            | 6                                           | 4                                           | 2                                           | 0                                           | 10                                          | 4                                           | 14                                          |
| 2002년                | 조별리그                     | 20위                         | 3                            | 1                            | 1                            | 1                            | 2                            | 3                            | 4                            | 10                                          | 8                                           | 1                                           | 1                                           | 20                                          | 4                                           | 25                                          |
| 2006년                | 예선 탈락                    | 예선 탈락                    | 예선 탈락                    | 예선 탈락                    | 예선 탈락                    | 예선 탈락                    | 예선 탈락                    | 예선 탈락                    | 예선 탈락                    | 10                                          | 6                                           | 3                                           | 1                                           | 18                                          | 10                                          | 21                                          |
| 2010년                | 조별리그                     | 31위                         | 3                            | 0                            | 0                            | 3                            | 2                            | 5                            | 0                            | 12                                          | 9                                           | 2                                           | 1                                           | 23                                          | 4                                           | 29                                          |
| 2014년                | 조별리그                     | 32위                         | 3                            | 0                            | 0                            | 3                            | 1                            | 9                            | 0                            | 8                                           | 5                                           | 2                                           | 1                                           | 12                                          | 4                                           | 17                                          |
| 2018년                | 예선 탈락                    | 예선 탈락                    | 예선 탈락                    | 예선 탈락                    | 예선 탈락                    | 예선 탈락                    | 예선 탈락                    | 예선 탈락                    | 예선 탈락                    | 8                                           | 2                                           | 5                                           | 1                                           | 10                                          | 9                                           | 11                                          |
| 2022년                | 조별리그                     | 19위                         | 3                            | 1                            | 1                            | 1                            | 4                            | 4                            | 4                            | 8                                           | 6                                           | 0                                           | 2                                           | 14                                          | 5                                           | 18                                          |
| 합계                  | 8회 진출(8/15)               | 8강(1회)                     | 26                           | 5                            | 7                            | 13                           | 22                           | 47                           | 23                           | 95                                          | 57                                          | 22                                          | 16                                          | 157                                         | 71                                          | 193                                         |
| 순위                  | FIFA 월드컵 역대 순위 : 33위 | FIFA 월드컵 역대 순위 : 33위 | FIFA 월드컵 역대 순위 : 33위 | FIFA 월드컵 역대 순위 : 33위 | FIFA 월드컵 역대 순위 : 33위 | FIFA 월드컵 역대 순위 : 33위 | FIFA 월드컵 역대 순위 : 33위 | FIFA 월드컵 역대 순위 : 33위 | FIFA 월드컵 역대 순위 : 33위 | 월드컵 예선 승점 순위 : 47위 (아프리카 4위) | 월드컵 예선 승점 순위 : 47위 (아프리카 4위) | 월드컵 예선 승점 순위 : 47위 (아프리카 4위) | 월드컵 예선 승점 순위 : 47위 (아프리카 4위) | 월드컵 예선 승점 순위 : 47위 (아프리카 4위) | 월드컵 예선 승점 순위 : 47위 (아프리카 4위) | 월드컵 예선 승점 순위 : 47위 (아프리카 4위) |

### 아프리카 네이션스컵
| 아프리카 네이션스컵 본선 기록 | 아프리카 네이션스컵 본선 기록       | 아프리카 네이션스컵 본선 기록       | 아프리카 네이션스컵 본선 기록       | 아프리카 네이션스컵 본선 기록       | 아프리카 네이션스컵 본선 기록       | 아프리카 네이션스컵 본선 기록       | 아프리카 네이션스컵 본선 기록       | 아프리카 네이션스컵 본선 기록       | 아프리카 네이션스컵 본선 기록       | 아프리카 네이션스컵 예선 기록 | 아프리카 네이션스컵 예선 기록 | 아프리카 네이션스컵 예선 기록 | 아프리카 네이션스컵 예선 기록 | 아프리카 네이션스컵 예선 기록 | 아프리카 네이션스컵 예선 기록 | 아프리카 네이션스컵 예선 기록 |
| 년도                          | 결과                                | 순위                                | 경기                                | 승                                  | 무*                                 | 패                                  | 득점                                | 실점                                | 승점                                | 경기                          | 승                            | 무*                           | 패                            | 득점                          | 실점                          | 승점                          |
| ----------------------------- | ----------------------------------- | ----------------------------------- | ----------------------------------- | ----------------------------------- | ----------------------------------- | ----------------------------------- | ----------------------------------- | ----------------------------------- | ----------------------------------- | ----------------------------- | ----------------------------- | ----------------------------- | ----------------------------- | ----------------------------- | ----------------------------- | ----------------------------- |
| 1957년                        | 독립 이전                           | 독립 이전                           | 독립 이전                           | 독립 이전                           | 독립 이전                           | 독립 이전                           | 독립 이전                           | 독립 이전                           | 독립 이전                           | 독립 이전                     | 독립 이전                     | 독립 이전                     | 독립 이전                     | 독립 이전                     | 독립 이전                     | 독립 이전                     |
| 1959년                        | 독립 이전                           | 독립 이전                           | 독립 이전                           | 독립 이전                           | 독립 이전                           | 독립 이전                           | 독립 이전                           | 독립 이전                           | 독립 이전                           | 독립 이전                     | 독립 이전                     | 독립 이전                     | 독립 이전                     | 독립 이전                     | 독립 이전                     | 독립 이전                     |
| 1962년                        | 불참                                | 불참                                | 불참                                | 불참                                | 불참                                | 불참                                | 불참                                | 불참                                | 불참                                | 불참                          | 불참                          | 불참                          | 불참                          | 불참                          | 불참                          | 불참                          |
| 1963년                        | 불참                                | 불참                                | 불참                                | 불참                                | 불참                                | 불참                                | 불참                                | 불참                                | 불참                                | 불참                          | 불참                          | 불참                          | 불참                          | 불참                          | 불참                          | 불참                          |
| 1965년                        | 불참                                | 불참                                | 불참                                | 불참                                | 불참                                | 불참                                | 불참                                | 불참                                | 불참                                | 불참                          | 불참                          | 불참                          | 불참                          | 불참                          | 불참                          | 불참                          |
| 1968년                        | 예선 탈락                           | 예선 탈락                           | 예선 탈락                           | 예선 탈락                           | 예선 탈락                           | 예선 탈락                           | 예선 탈락                           | 예선 탈락                           | 예선 탈락                           | 3                             | 1                             | 0                             | 2                             | 3                             | 6                             | 3                             |
| 1970년                        | 조별리그                            | 5위                                 | 3                                   | 2                                   | 0                                   | 1                                   | 7                                   | 6                                   | 6                                   | 4                             | 2                             | 2                             | 0                             | 7                             | 4                             | 8                             |
| 1972년                        | 준결승                              | 3위                                 | 5                                   | 3                                   | 1                                   | 1                                   | 10                                  | 5                                   | 10                                  | 자동참가(개최국)              | 자동참가(개최국)              | 자동참가(개최국)              | 자동참가(개최국)              | 자동참가(개최국)              | 자동참가(개최국)              | 자동참가(개최국)              |
| 1974년                        | 예선 탈락                           | 예선 탈락                           | 예선 탈락                           | 예선 탈락                           | 예선 탈락                           | 예선 탈락                           | 예선 탈락                           | 예선 탈락                           | 예선 탈락                           | 2                             | 1                             | 0                             | 1                             | 2                             | 3                             | 3                             |
| 1976년                        | 예선 탈락                           | 예선 탈락                           | 예선 탈락                           | 예선 탈락                           | 예선 탈락                           | 예선 탈락                           | 예선 탈락                           | 예선 탈락                           | 예선 탈락                           | 2                             | 1                             | 0                             | 1                             | 3                             | 4                             | 3                             |
| 1978년                        | 예선 탈락                           | 예선 탈락                           | 예선 탈락                           | 예선 탈락                           | 예선 탈락                           | 예선 탈락                           | 예선 탈락                           | 예선 탈락                           | 예선 탈락                           | 2                             | 1                             | 0                             | 1                             | 2                             | 4                             | 3                             |
| 1980년                        | 예선 탈락                           | 예선 탈락                           | 예선 탈락                           | 예선 탈락                           | 예선 탈락                           | 예선 탈락                           | 예선 탈락                           | 예선 탈락                           | 예선 탈락                           | 2                             | 1                             | 0                             | 1                             | 3                             | 3                             | 3                             |
| 1982년                        | 조별리그                            | 5위                                 | 3                                   | 0                                   | 3                                   | 0                                   | 1                                   | 1                                   | 3                                   | 4                             | 2                             | 1                             | 1                             | 12                            | 5                             | 7                             |
| 1984년                        | 우승                                | 1위                                 | 5                                   | 3                                   | 1                                   | 1                                   | 9                                   | 3                                   | 10                                  | 4                             | 2                             | 0                             | 2                             | 9                             | 5                             | 6                             |
| 1986년                        | 준우승                              | 2위                                 | 5                                   | 3                                   | 2                                   | 0                                   | 8                                   | 5                                   | 11                                  | 자동참가(전 대회 우승국)      | 자동참가(전 대회 우승국)      | 자동참가(전 대회 우승국)      | 자동참가(전 대회 우승국)      | 자동참가(전 대회 우승국)      | 자동참가(전 대회 우승국)      | 자동참가(전 대회 우승국)      |
| 1988년                        | 우승                                | 1위                                 | 5                                   | 3                                   | 2                                   | 0                                   | 4                                   | 1                                   | 11                                  | 4                             | 2                             | 0                             | 2                             | 8                             | 5                             | 6                             |
| 1990년                        | 조별리그                            | 5위                                 | 3                                   | 1                                   | 0                                   | 2                                   | 2                                   | 3                                   | 3                                   | 자동참가(전 대회 우승국)      | 자동참가(전 대회 우승국)      | 자동참가(전 대회 우승국)      | 자동참가(전 대회 우승국)      | 자동참가(전 대회 우승국)      | 자동참가(전 대회 우승국)      | 자동참가(전 대회 우승국)      |
| 1992년                        | 준결승                              | 4위                                 | 5                                   | 2                                   | 2                                   | 1                                   | 4                                   | 3                                   | 8                                   | 6                             | 3                             | 3                             | 0                             | 5                             | 1                             | 12                            |
| 1994년                        | 예선 탈락                           | 예선 탈락                           | 예선 탈락                           | 예선 탈락                           | 예선 탈락                           | 예선 탈락                           | 예선 탈락                           | 예선 탈락                           | 예선 탈락                           | 6                             | 3                             | 3                             | 0                             | 7                             | 0                             | 12                            |
| 1996년                        | 조별리그                            | 9위                                 | 3                                   | 1                                   | 1                                   | 1                                   | 5                                   | 7                                   | 4                                   | 6                             | 3                             | 1                             | 2                             | 7                             | 7                             | 10                            |
| 1998년                        | 8강                                 | 8위                                 | 4                                   | 2                                   | 1                                   | 1                                   | 5                                   | 4                                   | 7                                   | 6                             | 2                             | 4                             | 0                             | 8                             | 3                             | 10                            |
| 2000년                        | 우승                                | 1위                                 | 6                                   | 3                                   | 2                                   | 1                                   | 11                                  | 5                                   | 11                                  | 4                             | 3                             | 1                             | 0                             | 8                             | 1                             | 10                            |
| 2002년                        | 우승                                | 1위                                 | 6                                   | 5                                   | 1                                   | 0                                   | 9                                   | 0                                   | 16                                  | 자동참가(전 대회 우승국)      | 자동참가(전 대회 우승국)      | 자동참가(전 대회 우승국)      | 자동참가(전 대회 우승국)      | 자동참가(전 대회 우승국)      | 자동참가(전 대회 우승국)      | 자동참가(전 대회 우승국)      |
| 2004년                        | 8강                                 | 6위                                 | 4                                   | 1                                   | 2                                   | 1                                   | 7                                   | 6                                   | 5                                   | 자동참가(전 대회 우승국)      | 자동참가(전 대회 우승국)      | 자동참가(전 대회 우승국)      | 자동참가(전 대회 우승국)      | 자동참가(전 대회 우승국)      | 자동참가(전 대회 우승국)      | 자동참가(전 대회 우승국)      |
| 2006년                        | 8강                                 | 5위                                 | 4                                   | 3                                   | 1                                   | 0                                   | 8                                   | 2                                   | 10                                  | 10                            | 6                             | 3                             | 1                             | 18                            | 10                            | 21                            |
| 2008년                        | 준우승                              | 2위                                 | 6                                   | 4                                   | 0                                   | 2                                   | 14                                  | 8                                   | 12                                  | 6                             | 5                             | 0                             | 1                             | 13                            | 4                             | 15                            |
| 2010년                        | 8강                                 | 8위                                 | 4                                   | 1                                   | 1                                   | 2                                   | 6                                   | 8                                   | 4                                   | 12                            | 9                             | 2                             | 1                             | 23                            | 4                             | 29                            |
| 2012년                        | 예선 탈락                           | 예선 탈락                           | 예선 탈락                           | 예선 탈락                           | 예선 탈락                           | 예선 탈락                           | 예선 탈락                           | 예선 탈락                           | 예선 탈락                           | 6                             | 3                             | 2                             | 1                             | 12                            | 5                             | 11                            |
| 2013년                        | 예선 탈락                           | 예선 탈락                           | 예선 탈락                           | 예선 탈락                           | 예선 탈락                           | 예선 탈락                           | 예선 탈락                           | 예선 탈락                           | 예선 탈락                           | 4                             | 3                             | 0                             | 1                             | 4                             | 3                             | 9                             |
| 2015년                        | 조별리그                            | 13위                                | 3                                   | 0                                   | 2                                   | 1                                   | 2                                   | 3                                   | 2                                   | 6                             | 4                             | 2                             | 0                             | 9                             | 1                             | 14                            |
| 2017년                        | 우승                                | 1위                                 | 6                                   | 3                                   | 3                                   | 0                                   | 7                                   | 3                                   | 12                                  | 6                             | 4                             | 2                             | 0                             | 7                             | 2                             | 14                            |
| 2019년                        | 16강                                | 13위                                | 4                                   | 1                                   | 2                                   | 1                                   | 4                                   | 3                                   | 5                                   | 6                             | 3                             | 2                             | 1                             | 6                             | 3                             | 11                            |
| 합계                          | 19회 진출(19/30)                    | 우승(5회)                           | 84                                  | 41                                  | 27                                  | 16                                  | 123                                 | 76                                  | 150                                 | 111                           | 64                            | 28                            | 19                            | 176                           | 83                            | 223                           |
| 순위                          | 아프리카 네이션스컵 역대 순위 : 4위 | 아프리카 네이션스컵 역대 순위 : 4위 | 아프리카 네이션스컵 역대 순위 : 4위 | 아프리카 네이션스컵 역대 순위 : 4위 | 아프리카 네이션스컵 역대 순위 : 4위 | 아프리카 네이션스컵 역대 순위 : 4위 | 아프리카 네이션스컵 역대 순위 : 4위 | 아프리카 네이션스컵 역대 순위 : 4위 | 아프리카 네이션스컵 역대 순위 : 4위 |                               |                               |                               |                               |                               |                               |                               |

### FIFA 컨페더레이션스컵
| FIFA 컨페더레이션스컵 기록 | FIFA 컨페더레이션스컵 기록            | FIFA 컨페더레이션스컵 기록            | FIFA 컨페더레이션스컵 기록            | FIFA 컨페더레이션스컵 기록            | FIFA 컨페더레이션스컵 기록            | FIFA 컨페더레이션스컵 기록            | FIFA 컨페더레이션스컵 기록            | FIFA 컨페더레이션스컵 기록            | FIFA 컨페더레이션스컵 기록            |
| 년도                       | 결과                                  | 순위                                  | 경기                                  | 승                                    | 무*                                   | 패                                    | 득점                                  | 실점                                  | 승점                                  |
| -------------------------- | ------------------------------------- | ------------------------------------- | ------------------------------------- | ------------------------------------- | ------------------------------------- | ------------------------------------- | ------------------------------------- | ------------------------------------- | ------------------------------------- |
| 1992년                     | 진출 실패                             | 진출 실패                             | 진출 실패                             | 진출 실패                             | 진출 실패                             | 진출 실패                             | 진출 실패                             | 진출 실패                             | 진출 실패                             |
| 1995년                     | 진출 실패                             | 진출 실패                             | 진출 실패                             | 진출 실패                             | 진출 실패                             | 진출 실패                             | 진출 실패                             | 진출 실패                             | 진출 실패                             |
| 1997년                     | 진출 실패                             | 진출 실패                             | 진출 실패                             | 진출 실패                             | 진출 실패                             | 진출 실패                             | 진출 실패                             | 진출 실패                             | 진출 실패                             |
| 1999년                     | 진출 실패                             | 진출 실패                             | 진출 실패                             | 진출 실패                             | 진출 실패                             | 진출 실패                             | 진출 실패                             | 진출 실패                             | 진출 실패                             |
| 2001년                     | 조별리그                              | 6위                                   | 3                                     | 1                                     | 0                                     | 2                                     | 2                                     | 4                                     | 3                                     |
| 2003년                     | 준우승                                | 2위                                   | 5                                     | 3                                     | 1                                     | 1                                     | 3                                     | 1                                     | 10                                    |
| 2005년                     | 진출 실패                             | 진출 실패                             | 진출 실패                             | 진출 실패                             | 진출 실패                             | 진출 실패                             | 진출 실패                             | 진출 실패                             | 진출 실패                             |
| 2009년                     | 진출 실패                             | 진출 실패                             | 진출 실패                             | 진출 실패                             | 진출 실패                             | 진출 실패                             | 진출 실패                             | 진출 실패                             | 진출 실패                             |
| 2013년                     | 진출 실패                             | 진출 실패                             | 진출 실패                             | 진출 실패                             | 진출 실패                             | 진출 실패                             | 진출 실패                             | 진출 실패                             | 진출 실패                             |
| 2017년                     | 조별리그                              | 7위                                   | 3                                     | 0                                     | 1                                     | 2                                     | 2                                     | 6                                     | 1                                     |
| 합계                       | 3회 진출(3/10)                        | 준우승(1회)                           | 11                                    | 4                                     | 2                                     | 5                                     | 7                                     | 11                                    | 14                                    |
| 순위                       | FIFA 컨페더레이션스컵 역대 순위: 11위 | FIFA 컨페더레이션스컵 역대 순위: 11위 | FIFA 컨페더레이션스컵 역대 순위: 11위 | FIFA 컨페더레이션스컵 역대 순위: 11위 | FIFA 컨페더레이션스컵 역대 순위: 11위 | FIFA 컨페더레이션스컵 역대 순위: 11위 | FIFA 컨페더레이션스컵 역대 순위: 11위 | FIFA 컨페더레이션스컵 역대 순위: 11위 | FIFA 컨페더레이션스컵 역대 순위: 11위 |

### 하계 올림픽
| 올림픽 축구 기록                  | 올림픽 축구 기록 | 올림픽 축구 기록 | 올림픽 축구 기록 | 올림픽 축구 기록 | 올림픽 축구 기록 | 올림픽 축구 기록 | 올림픽 축구 기록 | 올림픽 축구 기록 | 올림픽 축구 기록 |
| 년도                              | 결과             | 순위             | 경기             | 승               | 무*              | 패               | 득점             | 실점             | 승점             |
| --------------------------------- | ---------------- | ---------------- | ---------------- | ---------------- | ---------------- | ---------------- | ---------------- | ---------------- | ---------------- |
| 1964년                            | 진출 실패        | 진출 실패        | 진출 실패        | 진출 실패        | 진출 실패        | 진출 실패        | 진출 실패        | 진출 실패        | 진출 실패        |
| 1968년                            | 진출 실패        | 진출 실패        | 진출 실패        | 진출 실패        | 진출 실패        | 진출 실패        | 진출 실패        | 진출 실패        | 진출 실패        |
| 1972년                            | 진출 실패        | 진출 실패        | 진출 실패        | 진출 실패        | 진출 실패        | 진출 실패        | 진출 실패        | 진출 실패        | 진출 실패        |
| 1976년                            | 불참             | 불참             | 불참             | 불참             | 불참             | 불참             | 불참             | 불참             | 불참             |
| 1980년                            | 진출 실패        | 진출 실패        | 진출 실패        | 진출 실패        | 진출 실패        | 진출 실패        | 진출 실패        | 진출 실패        | 진출 실패        |
| 1984년                            | 조별리그         | 11위             | 3                | 1                | 0                | 2                | 3                | 5                | 3                |
| 1988년                            | 진출 실패        | 진출 실패        | 진출 실패        | 진출 실패        | 진출 실패        | 진출 실패        | 진출 실패        | 진출 실패        | 진출 실패        |
| 23세 이하 대표팀 경기로 규칙 변경 |                  |                  |                  |                  |                  |                  |                  |                  |                  |
| 합계                              | 1회 진출(1/19)   | 조별리그(1회)    | 3                | 1                | 0                | 2                | 3                | 5                | 3                |

## 주목할 만한 선수
- 로제 밀라 (1978-1994)
- 프랑수아 오맘비크 (1986-1998)
- 토마 은코노 (1976-1994)
- 이드리스 카를로스 카메니 (2001-2019)
- 티모테 아투바 (1999-2008)
- 세바스티앵 바송 (2009-2015)
- 제레미 은지타프 (1996-2010)
- 리고베르 송 (1994-2010)
- 사뮈엘 에토 (1997-2014)
- 장 마쿤 (2003-2014)
- 모데스트 음바미 (2005-2009)
- 스테판 음비아 (2005-2016)
- 알렉상드르 송 (2008-2014)
- 에리크 막심 슈포모팅 (2010-)
- 뱅상 아부바카르 (2010-)
- 앙드레 오나나 (2016-)

## 역대 감독
| 감독                | 임기        |
| ------------------- | ----------- |
| 블라디미르 베아라   | 1973 ~ 1975 |
| 장 뱅상             | 1982        |
| 발레리 네폼냐시     | 1988 ~ 1990 |
| 앙리 미셸           | 1994        |
| 아르투르 조르즈     | 2004 ~ 2006 |
| 아리 한             | 2006 ~ 2007 |
| 토마스 은코노       | 2009        |
| 폴 르구엔           | 2009 ~ 2010 |
| 하비에르 클레멘테   | 2010 ~ 2011 |
| 폴커 핑케           | 2013 ~ 2015 |
| 클라렌스 세이도르프 | 2018 ~ 2019 |
| 리고베르 송         | 2022 ~ 2024 |

## 특이 사항
카메룬은 2000년대에 들어서 특이한 유니폼을 착용한 것으로 유명하다. 특히 2002년 아프리카 네이션스컵에서 민소매 유니폼을 착용하여 우승을 차지했고 이후에 열린 2002년 FIFA 월드컵에서도 착용하려고 하였으나 국제축구연맹에서 규정 위반이라는 이유로 반대하였으며 본 대회에서는 소매가 있는 셔츠를 받쳐입고 참가하였다. 이후, 2004년 아프리카 네이션스컵에서는 원피스형 유니폼을 착용하였으나 이 또한 국제축구연맹이 반대를 하였고 심지어는 월드컵 예선 승점 삭감 및 벌금 부과까지 검토하기도 하였다.

## 같이 보기
- 카메룬 여자 축구 국가대표팀